# P.U!
『P.U!』（ピーユー）は、Hey! Say! JUMPの初のデジタルEP。2023年10月24日に配信リリースされた。

## 概要
Hey! Say! JUMPにとって初の全世界デジタル配信リリース作品。2023年10月18日に配信されたHey! Say! JUMPのインスタライブで本作のリリースが発表され、10月19日午前0時よりiTunes Storeにてプレオーダー（予約注文）がスタートした。
10月24日午後7時からYouTube公式チャンネルで「Ready to Jump」Music Video feat.SO-SO YouTube Limited ver.がプレミア公開された。その後、MVが100万回再生およびダウンロードチャート1位になったことを記念し、SO-SOが自身の公式TikTokでイントロのビートボックスパートを生で披露した。11月1日にはダンスプラクティス動画も公開された。

## 収録曲
1. Ready to Jump
作詞・作曲・編曲：SO-SO
ヒューマンビートボクサーのSO-SOとのコラボ曲で、SO-SOのビートボックスとメンバーの声のみで制作された楽曲[8][9]。Hey! Say! JUMP側からDMで楽曲依頼があったことから制作がスタートし、SO-SOは楽曲提供だけでなくMVにも出演している[10]。
2. だいすきなきみへ
作詞・作曲・編曲：竹縄航太
  - NHK『みんなのうた』2023年10 - 11月楽曲[11]

飼い主への思いを歌ったペット目線の楽曲[8]。
3. それぞれ。
作詞・作曲：Kaoru / 編曲：Kazuhiro Yamahara、Chang-crane
  - 伊野尾慧出演 テレビ朝日系ドラマ『家政夫のミタゾノ』第6シリーズ主題歌[12]

Hey! Say! JUMPのために書き下ろされた3作目の主題歌であり、生きていれば悩むこともあるが、肩を組んでみんなで一緒に歩いていこうといった前向きなメッセージが込められた応援歌[13]。12月1日のテレビ朝日系『ミュージックステーション』でテレビ初披露された際には、カメラマンに扮したミタゾノ（松岡）が登場した[14]。
4. DEAR MY LOVER
作詞・作曲：YUUKI SANO、野口大志 / 編曲：遠藤ナオキ
  - 山田涼介出演 TBS系火曜ドラマ『王様に捧ぐ薬指』主題歌

## チャート成績
初週DL数2.4万DL（24,071DL）を記録し、1.9万DLのTravis Japan『Moving Pieces EP』を超える今年度最高初週DL数で11月6日付の最新「オリコン週間デジタルアルバムランキング」で初登場1位を獲得した。
Billboard JAPANでは収録曲である「Ready to Jump」が26,719ダウンロード（DL）で1位を獲得。他の収録曲も含め、4曲全てがトップ30入りした。